# Page (document)
Pour les articles homonymes, voir Page.

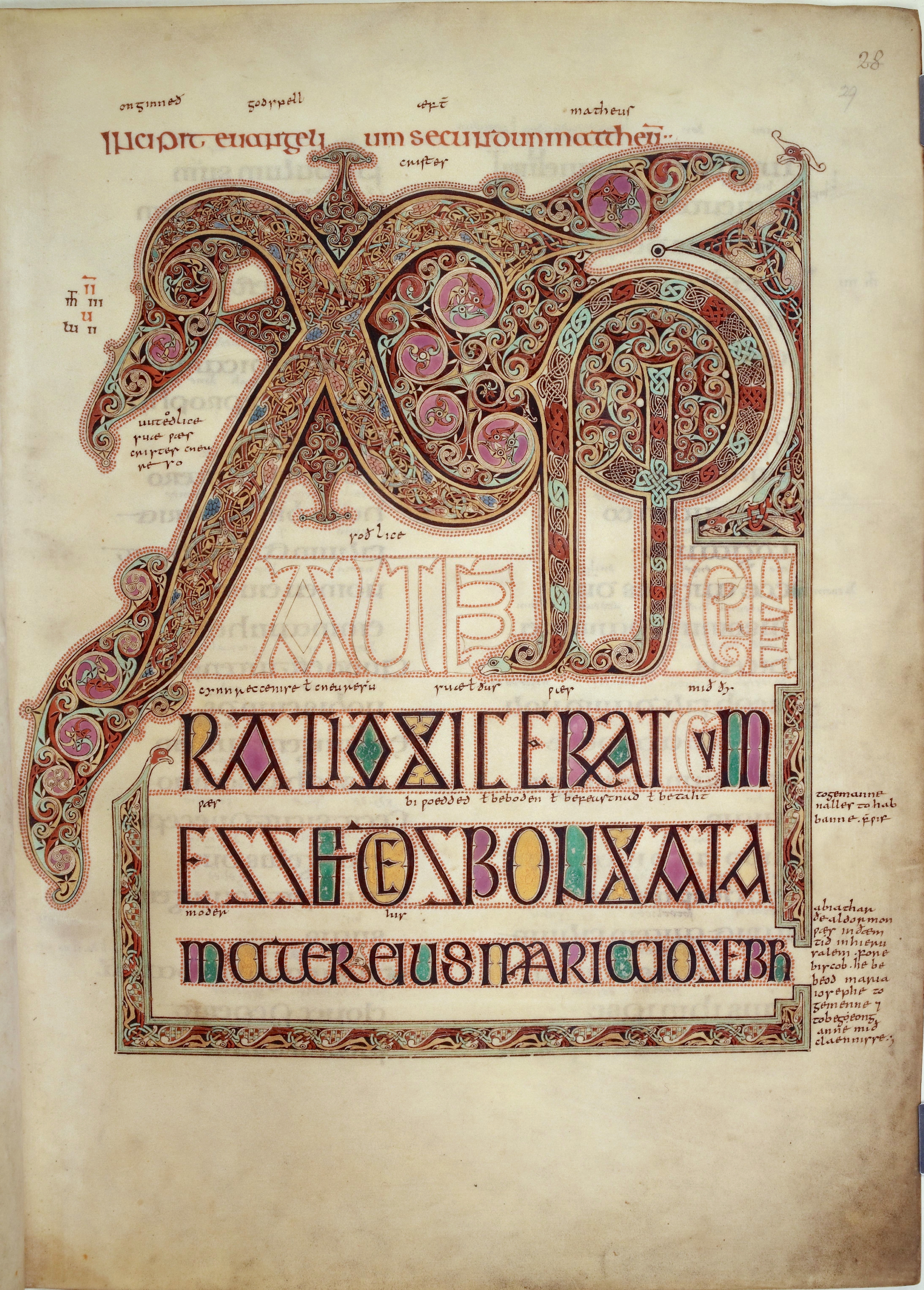
Page de l'évangéliaire de Lindisfarne (vers 700-715).

Une page est chacune des deux faces d'un feuillet de papier, de parchemin ou d'une autre matière pouvant recevoir un texte ou des illustrations.
La page destinée à être vue en premier est appelée recto, tandis que la page qui lui est opposée est appelée verso. Dans les ouvrages réunissant plusieurs feuillets, tels que les livres et les magazines, le « recto » est aussi appelé « belle page », car c'est la page la mieux perçue par le lecteur, et le verso est également appelé « fausse page ». Si l'ouvrage se lit de gauche à droite, les belles pages sont les pages de droite et portent des numéros impairs. Le titre et le début d'un chapitre se trouvent généralement en « belle page ». Le raisonnement est inversé pour les langues d'écriture sinistroverse (arabe et hébreu).
Par extension, le mot page peut désigner le feuillet entier : « arracher une page ».
D'une manière abstraite, une « page » est une surface sur laquelle sont inscrites des informations.

## Aspects techniques

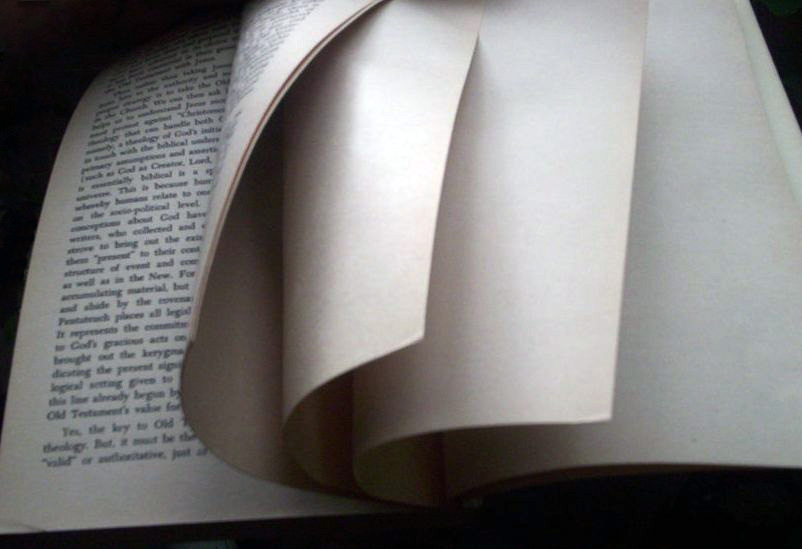
Pages d'un livre.

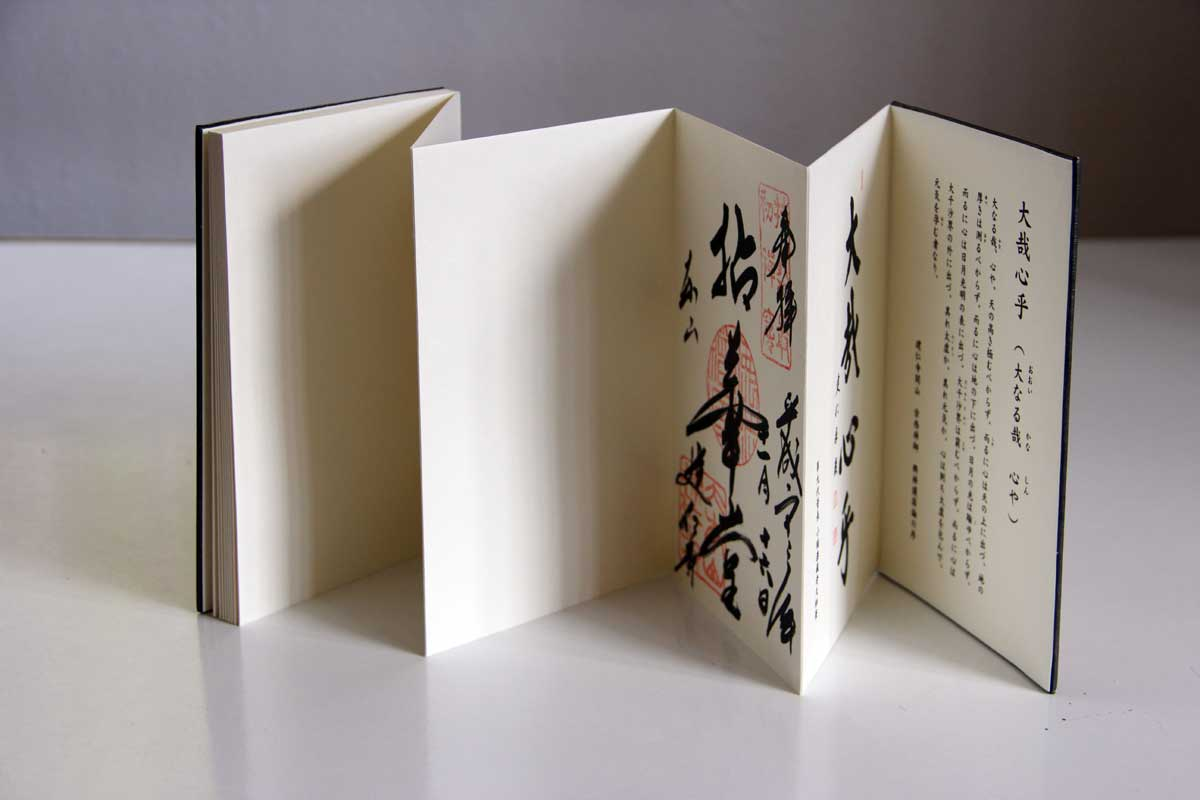
Au lieu d'être reliées en cahier (codex), les pages peuvent être réunies en accordéon comme dans ce leporello japonais.

### Lexique
- Page de garde : on appelle « page de garde » ou « feuillet de garde », ou simplement « garde », le ou les feuillets vierges de tout texte imprimé et de toute illustration qui se trouvent avant la page de faux-titre ou la page de titre, essentiellement les deux pages qui se font face immédiatement après la couverture d’un livre relié. La première page du premier cahier d’un livre est collée sur la couverture du livre relié, de même que la dernière page du dernier cahier. On distingue les vraies gardes, qui sont effectivement les première et dernière d’un cahier (même papier donc que l’ensemble du livre) des « fausses gardes », qui sont des feuillets rapportés, d’un papier différent (papier plus fort, parfois de couleur, papier dit « reliure », etc.).
- Page de faux-titre : page contenant seulement le titre de l'œuvre, juste après la page de garde. Elle apparaît au XVIIe siècle.
- Page de grand titre : page contenant le nom de l'auteur, le titre de l'œuvre, la raison sociale de l'éditeur, la ville d'origine et le millésime de l'édition. Au verso de cette page (en remplacement du colophon, voir ci-dessous) se trouvent les données de catalogage, d'ISBN et de copyright.
- Page de départ : première page numérotée du livre.
- Page hors-texte : une page hors-texte est une page qui ne fait pas partie d’un cahier. C’est généralement une page portant une illustration (gravure ou photographie) qui pour des raisons techniques n’a pas pu être imprimée avec le reste du livre. Les pages hors-texte sont incorporées au livre à la reliure.
- Page blanche : l'insertion de pages blanches dans un livre met en valeur la fin d'un chapitre ou du livre lui-même. Cette insertion peut être volontaire ou résulter du nombre de pages obligatoirement invariable d’un cahier.
- Page de titre : la page de titre réapparaît à la Renaissance et devient normale vers 1530[n 1]. Dans les manuscrits de la période gothique, le titre était donné dans la première ligne du livre ou exposé en quelques lignes[1]. Roger Laufer a mis en évidence les diverses fonctions liées à la page de titre, notamment les entours du texte : privilège, adresse, marque, avis dédicace. Ces entours se mettent en place vers 1530 et font de la page de titre une page «qui référence à la fois le contenu et le contenant, et qui ajoute au texte le discours de la marchandise[2]».
- Cahier : plusieurs pages imprimées ensemble forment un « cahier », et plusieurs cahiers assemblés dans la même reliure forment un livre. Un petit livre peut n’être constitué que d’un seul cahier.
- Colophon : Mention en fin de livre signalant le lieu et la date d'impression ainsi que le nom de l'imprimeur. Maintenant, il est souvent remplacé par l'achevé d'imprimer.
- Corps de texte : Le texte principal de la page, étant généralement la partie prenant le plus de place. Elle respecte toujours les marges en restant à l'intérieur de ces dernières afin de bien s'espacer du bord des pages, rendant la lecture du corps de texte plus plaisante.
- Empagement : la page désigne la colonne de texte, tandis que la colonne d'empagement désigne la totalité de la surface imprimée à l'intérieur des marges, soit la page plus le titre courant et la pagination.
- Feuillet : dans le monde de l'édition et du journalisme, le terme page est réservé à la page imprimée, tandis que l'on utilise le terme feuillet pour désigner le manuscrit (aussi parfois appelé « tapuscrit » lorsqu'il était tapé à la machine, aujourd'hui sur l'ordinateur) soumis par l'auteur. Un feuillet compte normalement 25 lignes à double interligne de 60 signes chacune, soit 1 500 signes, espaces comprises.
- Folio : en typographie, le folio désigne le chiffre numérotant chaque feuillet d'un manuscrit, d'un registre, chaque page d'un livre[3]. Le terme désigne aussi le feuillet, recto et verso, d'un manuscrit, d'un incunable, d'un registre ou d'un livre.
- Frontispice :  gravure placée en tête d'un ouvrage, en regard de la page de titre[n 2].
- Incipit : mot latin signifiant « commence ». Il désigne les premiers mots d'un ouvrage.
- Imposition : on appelle « imposition » l'opération qui consiste à placer sur une grande feuille, (la « forme »), les pages d'un ouvrage afin d'obtenir un « cahier » lors de son pliage. Les formes d'imposition se composent généralement de 4, 8, 16 ou 32 poses et sont gérées en signatures (recto et verso).
- Explicit : mot latin signifiant « déroule ». Il désigne les derniers mots d'un ouvrage.
- Manchette : note ou résumé de paragraphe placée dans la marge d'un texte.
- Manicule : petite main ou index tendu tracé en marge d'un manuscrit pour attirer l'attention du lecteur sur le passage en regard.
- Marque typographique : sigle ou illustration identifiant l'imprimeur.
- Mise en page : disposition graphique du contenu dans l'espace de la page.
- Planche : page de dessins originale d'une bande dessinée.
- Titre courant : titre complet ou abrégé du livre ou du chapitre, placé en haut de page.
- Tome : division intellectuelle d'un ouvrage.
- Volume : division physique d'un ouvrage. Le terme vient de l'époque d'avant le codex, où un ouvrage s'étendait sur plusieurs rouleaux.
- Abréviation : le mot « page » est normalement abrégé en « p. », au pluriel comme au singulier[4].
- Bibliorama : désigne un document à la manière d'un livre à écran intégré.
- Ebook : désigne un fichier numérique contenant un ouvrage écrit.
- Echapage : désigne un fichier numérique contenant un ouvrage écrit.

### Terminologie des blancs

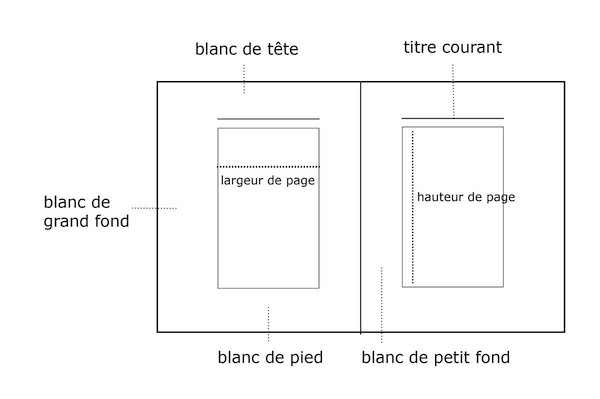
Distribution des marges dans la mise en page du livre. Voir la section Architecture de la page.

Noms des marges ou blancs entourant un texte :
- blanc de couture ou de petit fond : marge côté couture ;
- blanc de tête : marge en haut de la page, au-dessus du bloc texte ;
- blanc de grand fond : marge sur le bord extérieur, à l'opposé du blanc de couture ;
- blanc de pied : marge en bas de la page, en dessous du bloc texte ;
- hauteur de page : hauteur du bloc texte sans le titre ;
- hauteur du rectangle d'empagement : tout le bloc texte, titre compris.

### Formats de page
Outre les formats normés européens et américains, il existe des formats normés français, tels Cloche, écolier, Couronne écriture, Couronne édition, Roberto, Carré, Demi-raisin, Raisin, Double raisin, Jésus, Petit aigle, Grand monde, Univers...

## Étymologie
Le mot « page » est dérivé du latin pagina désignant une « colonne d'écriture » ou originellement une « rangée de vignes formant un rectangle ». Le mot pagina vient lui-même du verbe pangere qui signifie « mettre des bornes », « planter de vigne des coteaux».

## Histoire

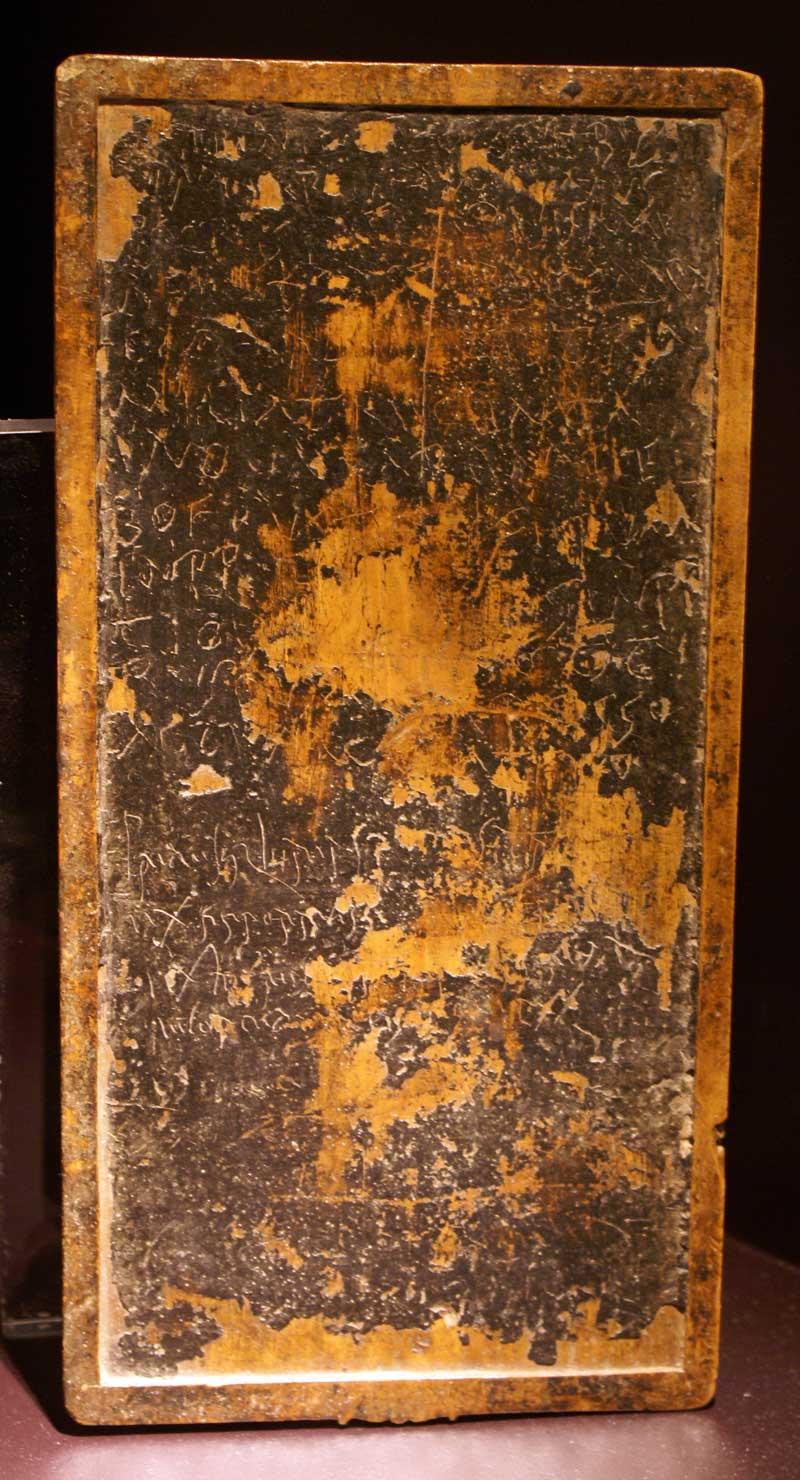
Tablette de buis enduite de cire en usage au siècle. Museo de Santa Cruz, Tolède, Espagne. Dimensions approximatives :

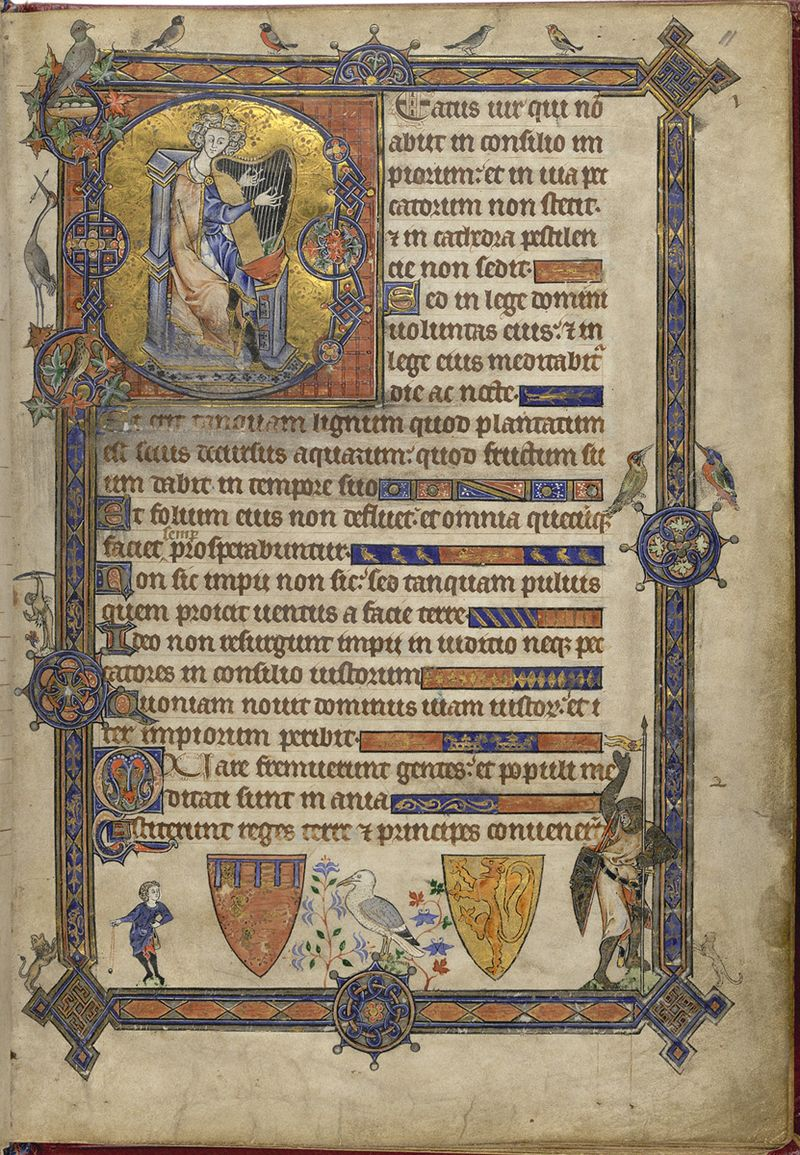
Le texte fait partie du tableau. Psautier d'Alphonse. Vers 1281-1284. British Library

La page en tant qu'espace destiné à recevoir des signes est apparue en même temps que l'écriture, car cette dernière « nécessite le tracé de ses propres limites.».

### Tablette d'argile
En un certain sens, la tablette d'argile employée à Sumer à partir du IVe millénaire av. J.-C. et qui sera en usage dans cette partie du Moyen-Orient durant plus de 3 000 ans était une page, mais d'un type assez spécial car le texte déposé sur une tablette ne peut pas s'arrêter au milieu d'une phrase. Un texte pouvait toutefois s’étendre sur plusieurs tablettes et celles-ci étaient alors numérotées et dotées d’un colophon indiquant le titre de l’œuvre, le nombre de lignes que contenait la tablette et le nom du copiste. La forme des tablettes variait selon le genre de texte : « tablette ronde pour un texte économique, carrée pour un texte littéraire ou de la forme d’un foie pour une lecture divinatoire. »

### Rouleau de papyrus
Dans le volumen ou rouleau de papyrus, la colonne de texte délimite l'espace de la page : la pagina désignait une colonne de texte de six à huit cm de largeur sur une hauteur de 25 à 45 lignes. On observe toutefois une différence dans le format des colonnes du rouleau selon le genre de texte, les poèmes étant généralement disposés sur des colonnes de quinze centimètres de largeur séparées par une marge d'environ un centimètre. À noter que le volumen se déroule horizontalement, contrairement au rotulus, qui servait au Moyen Âge à des proclamations publiques de type administratif, théâtral ou liturgique, et où la colonne de texte, la page, s’étend sur toute la longueur du rouleau.

### Débuts du codex
Avec l'apparition du codex, qui se développe dans l'empire romain à partir du Ier siècle, la page se transforme et devient une unité autonome à l'intérieur d'un ensemble. Le codex désigne d’abord un assemblage de minces tablettes de buis reliées par des fils et enduites de cire colorée. Ces tablettes sont facilement effaçables et servent à des brouillons, des lettres ou des exercices scolaires.
Par la suite, le bois est remplacé par le parchemin. Celui-ci se prête bien au pliage, permettant l’invention du livre tel que nous le connaissons. La pliure du feuillet en deux puis en quatre et la reliure des feuillets en un cahier cousu permettent d'utiliser les deux côtés de la feuille. Le livre gagne ainsi en densité. Il devient aussi beaucoup plus maniable que le rouleau qui exigeait d’être tenu par les deux mains. La pagination permet en outre de retrouver facilement un passage. Contrairement au rouleau, le codex peut être affiché de façon stable à la vue du lecteur, ce qui fait échapper le texte à la continuité et à la linéarité du rouleau et le fera entrer dans l'ordre du visuel.
Les pages richement coloriées et enluminées des manuscrits médiévaux (voir Enluminure mérovingienne) contribuent à affirmer le prestige de l'écriture et du savoir. Dans ces livres, le texte est une composante de l'illustration et obéit à ses règles. Ainsi, dans le Psautier d'Alphonse (ci-contre), les fins de ligne sont remplies de motifs pour les intégrer au tableau et obtenir une justification parfaite. Les images allégoriques sont utilisées pour donner de la vie à des concepts et les rendre mémorables (voir par exemple la représentation des sept arts libéraux dans le Hortus deliciarum). La page est enrichie de lettrines souvent très travaillées qui font du texte un tableau à déchiffrer, comme dans les Évangiles de Lindisfarne (voir galerie ci-dessous).
L’usage du papier qui commence à se diffuser en Europe à partir du XIe siècle donnera à la page sa souplesse et sa consistance modernes.
À partir du XIIIe siècle, l'organisation de la page gagne en complexité afin de répondre aux besoins des lettrés : les éditions de textes regroupent sur la même page le texte original et ses gloses, tout en faisant une claire distinction entre les deux. Les initiales de sections sont souvent coloriées. Le pied-de-mouche se répand afin de marquer la séparation entre deux paragraphes. Le titre courant se répand. Une table des matières est souvent ajoutée par le scribe afin de faciliter l'accès au texte par le lecteur. Les index deviennent aussi pratique courante, grâce à la généralisation progressive de l'ordre alphabétique. En raison de tous ces développements, le manuscrit du Moyen Âge tardif diffère davantage de ses ancêtres du haut Moyen Âge que du livre imprimé tel que nous le connaissons.

### Imprimerie
Avec l'imprimerie, l'espace de la page se normalise, perd sa couleur au profit de la dualité du noir et blanc et définit une « nouvelle lisibilité » en mettant à la disposition du lecteur de nouveaux systèmes de repérage, notamment le titre courant et la division en paragraphes.
Les humanistes de la Renaissance voulaient pouvoir lire les œuvres originales en grec et en latin tout en ayant accès sur la même page à leurs principales gloses. La mise en page du texte a donc été repensée pour donner la place d'honneur au texte original en l'encadrant de ses commentaires en marge. Un espace blanc servait de séparateur entre les gloses. Les lignes étaient numérotées pour faciliter les renvois, comme dans l'édition de Virgile ci-dessous. Ce modèle de mise en page, qui a été qualifié de « typographie foisonnante », pouvait s'étendre à divers types de contenu. Au cours du siècle suivant, les ouvrages savants et religieux présentent encore volontiers des résumés en marge, les « manchettes », visant à faciliter la navigation du lecteur, comme dans l'ouvrage de Bernal Diaz del Castillo. Dans la Polyanthea (1592), les notes marginales servent indifféremment à fournir un résumé, donner les références d'une citation ou donner les noms de l'auteur du passage ajouté à l'original.
Au XVIIe siècle, un système concurrent se met en place, reléguant les notes en bas de page. Cette méthode est moins distrayante pour le lecteur, tout en satisfaisant les lecteurs soucieux de disposer des données assurant la connaissance du passé. Au siècle suivant, l'idée que la page ne devrait pas être encombrée par un texte parallèle se répand en raison de la montée du roman. Celui-ci devient le genre dominant et impose l'idée que la lecture par excellence doit être continue. Comme bien d'autres écrivains de cette époque, Goethe ne supportait pas de défigurer la page avec des notes. Une telle position est encore largement acceptée aujourd'hui, notamment chez les éditeurs américains qui relèguent le plus souvent les notes en fin de chapitre ou en fin de livre.

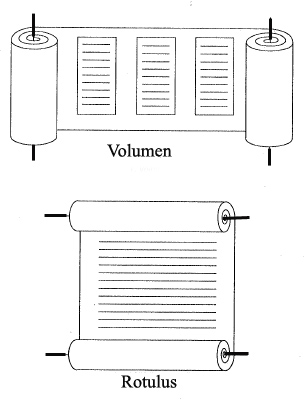
Le volumen, en haut, se déroule sur le plan horizontal, au contraire du rotulus, en bas.
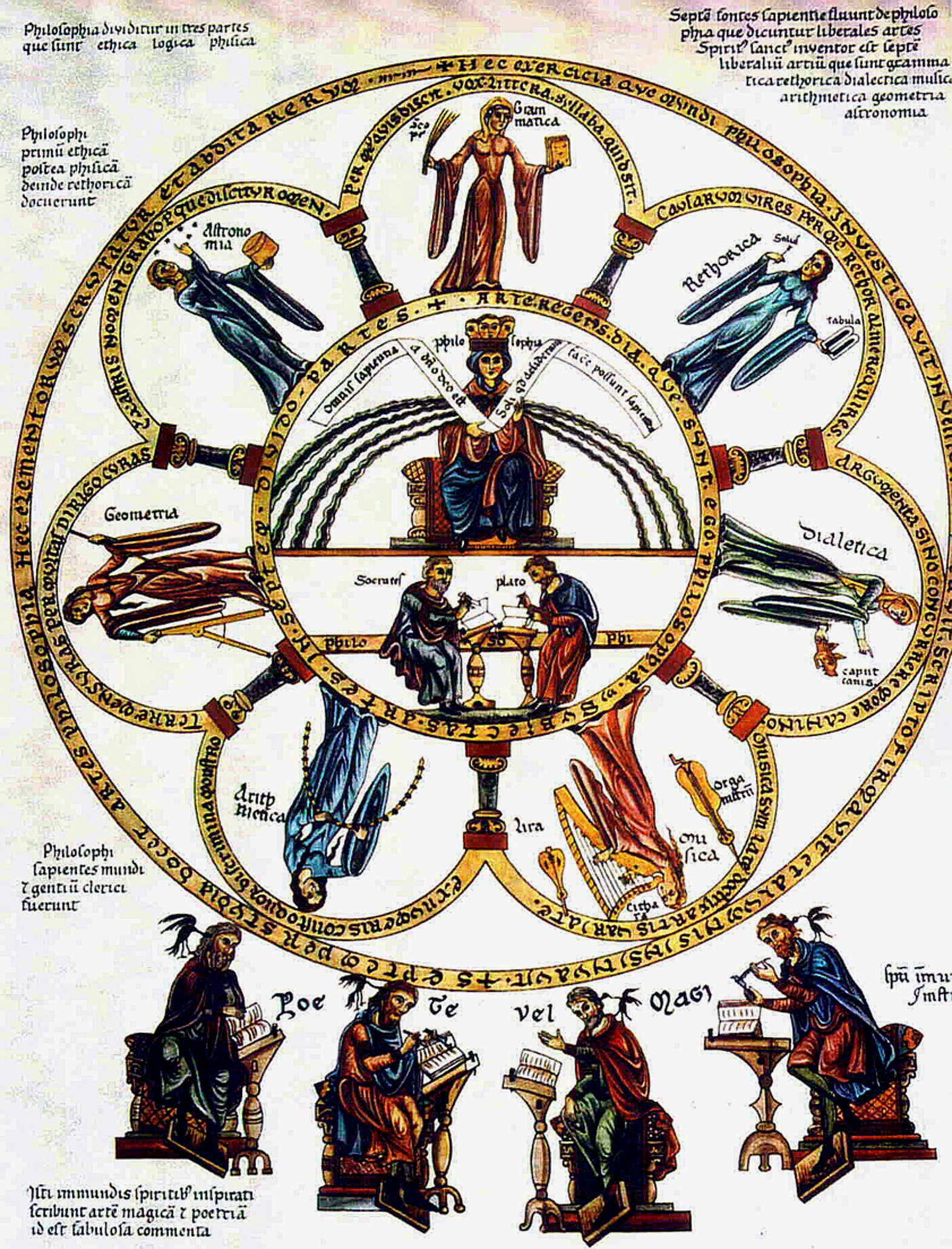
Allégorie des Sept arts libéraux dans le Hortus deliciarum.
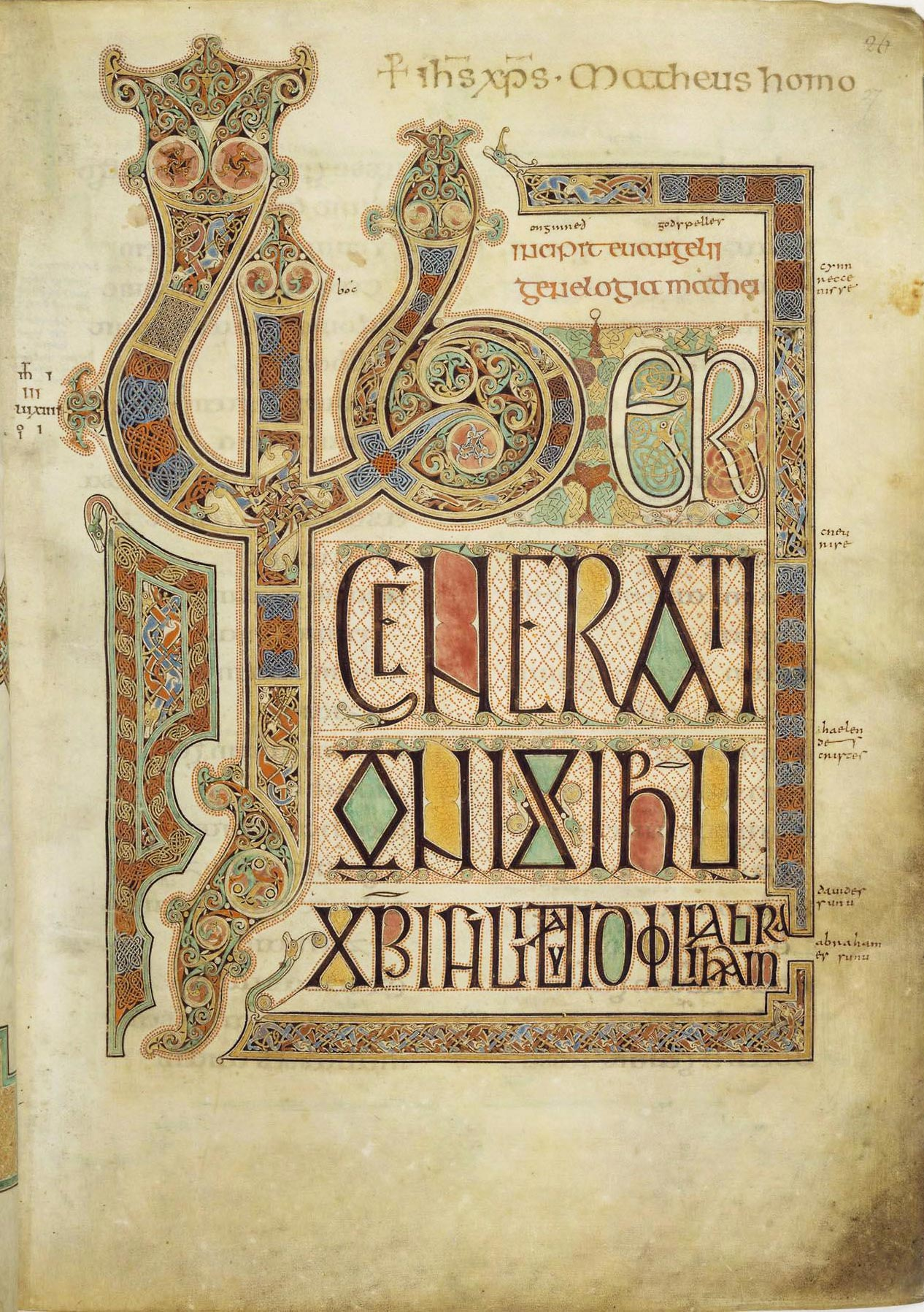
Les lettrines dessinent le texte « Liber generationis… » Évangiles de Lindisfarne. Vers 700.
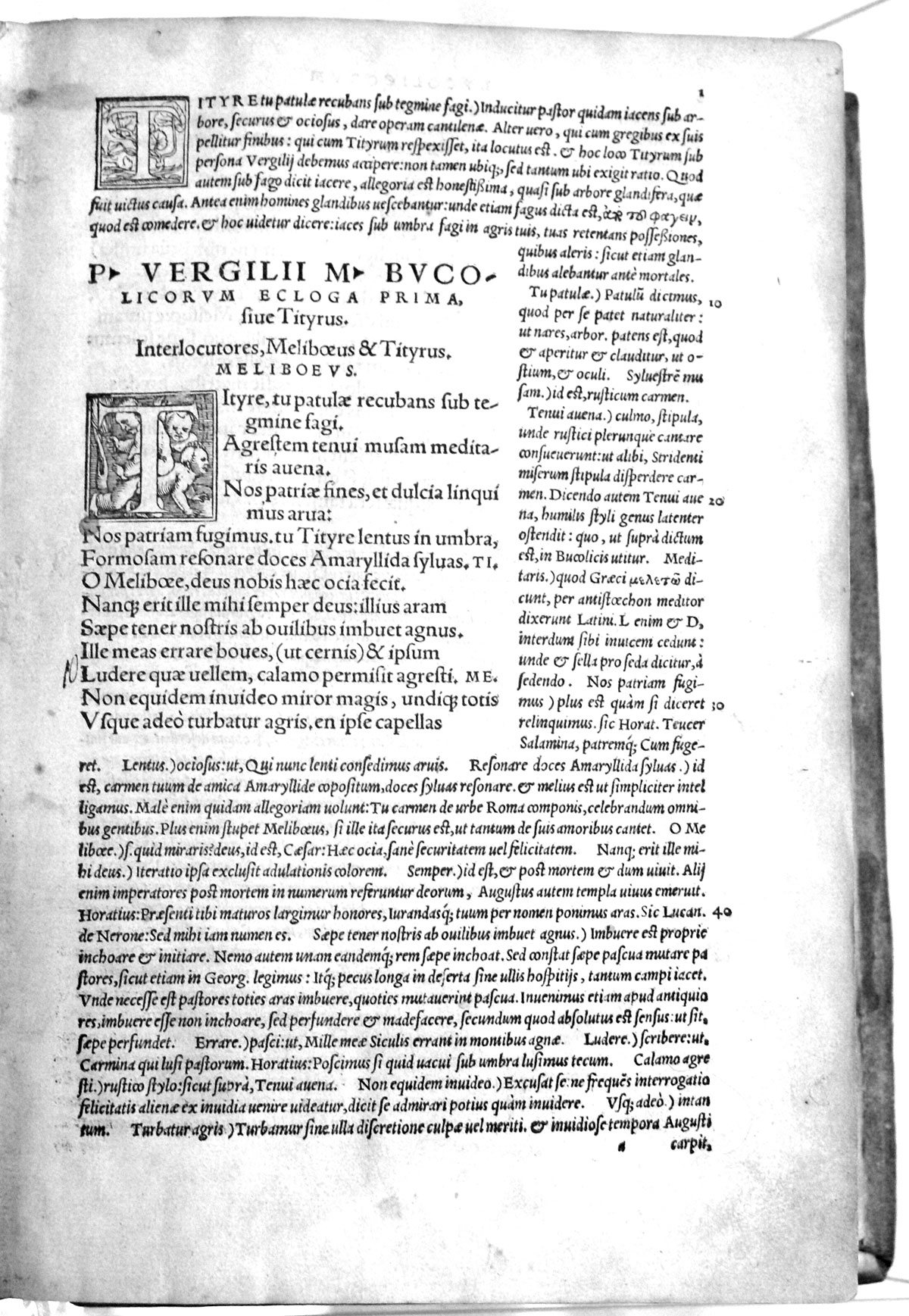
Édition de Virgile avec gloses de Servius et Donat. Bâle 1544. (Coll. Université d'Ottawa)
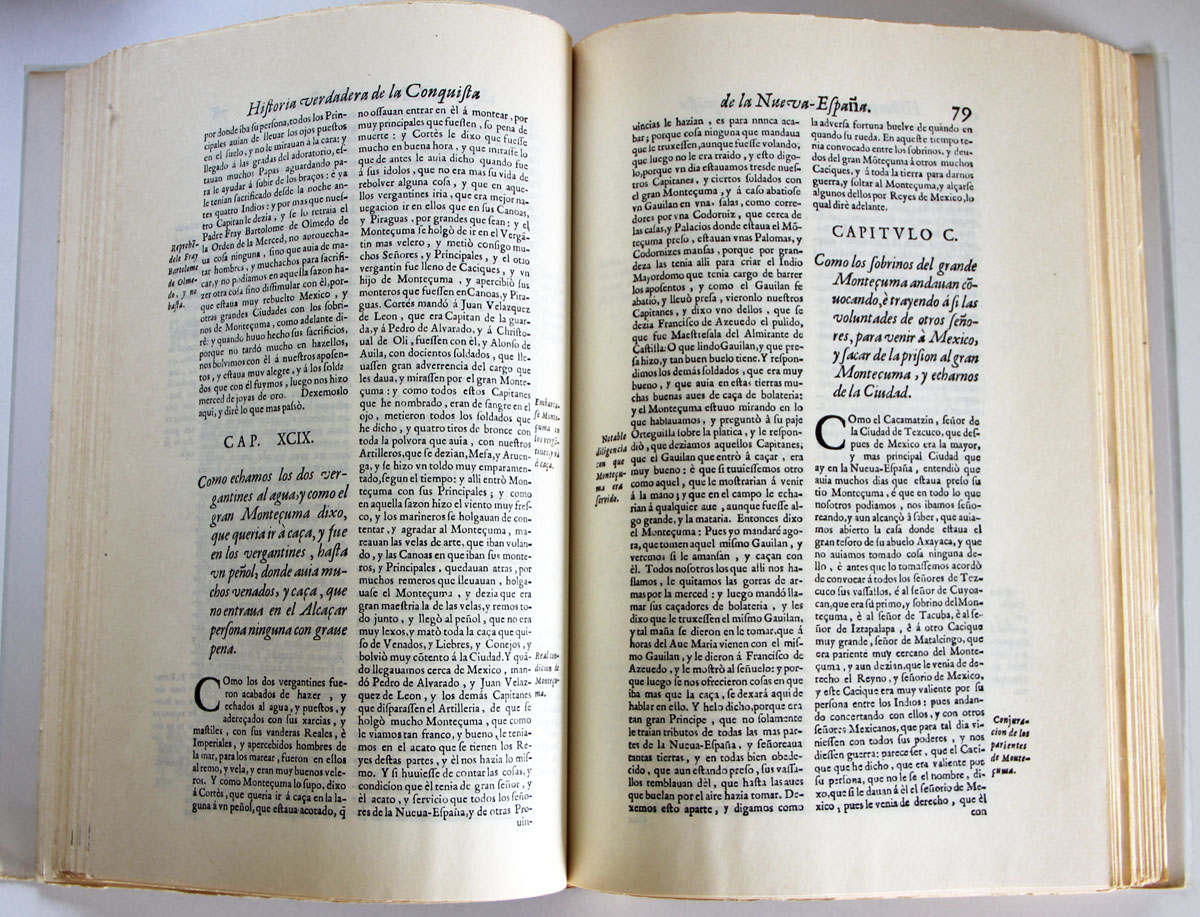
Manchettes. Bernal Diaz del Castillo, Historia verdadera de la conquista de la Nueva España, Madrid, 1632.

## Linéarité et tabularité

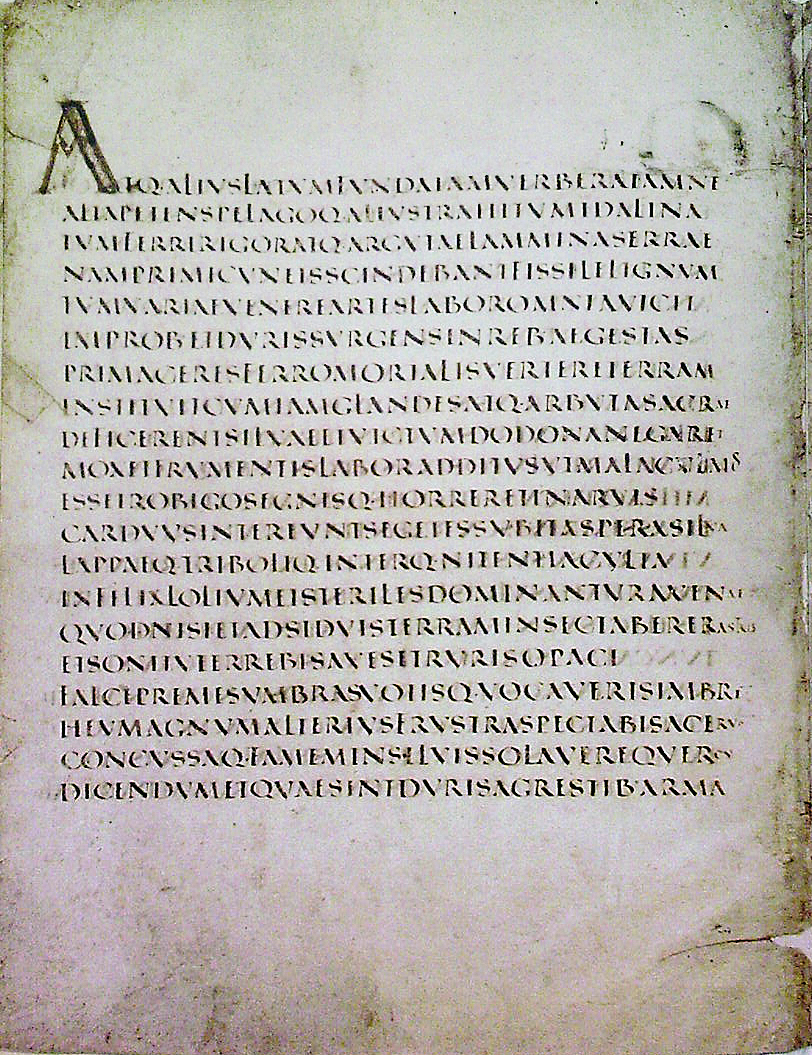
Dans ce manuscrit de Virgile (vers 400), l'écriture en capitales et l'absence de séparation (scriptio continua) entre les mots ne facilitent pas la lecture silencieuse.

Comme l'acquisition du langage se fait principalement par le mode acoustico-verbal, la lecture, même silencieuse, implique toujours des zones du cerveau associées aux processus de verbalisation. En réunissant dans un même espace l'oralité du langage et la visibilité du texte, la page est donc le théâtre d'une dynamique conflictuelle, une tension entre deux sources d'énergie antagoniques et complémentaires où la linéarité du discours entre en conflit avec la visibilité de l'écrit.
L'écriture a longtemps été conçue comme la transcription d'une conversation ou d'un récit oral, avec des phrases qui s'enchaînent de façon continue. Le fil linéaire du texte est parfaitement illustré dans le mode archaïque d'écriture qu'est le boustrophedon en Grèce, où le texte suit le tracé d'une charrue labourant un champ. Même après l'abandon de ce mode d'écriture, la linéarité du discours oral était encore dominante dans le système en vigueur chez les Romains dont la scriptio continua ne séparait pas les mots. Dans une culture essentiellement orale, le texte devait être prononcé à haute voix pour être compris, ce qui faisait de la lecture une expérience auditive. Les riches Romains ne se donnaient même pas la peine de lire, mais écoutaient le texte que leur lisait un esclave. Durant des siècles, l'ouïe a été considérée comme le premier des sens et le plus apte à engendrer une compréhension en profondeur. La lecture silencieuse ne commence à se développer que vers le XIe siècle, mais prendra du temps avant de se généraliser.
La matérialité de la page a contribué à libérer le texte de ses racines orales. Dans le volumen, les colonnes de texte se déroulent de façon rigoureusement linéaire, souvent sur plusieurs dizaines de mètres, encourageant ainsi une pratique de lecture continue. Le codex, en revanche, peut s'ouvrir à n'importe quelle page, ce qui permet à l'écrit de se dégager du fil linéaire de l'oral et d'entrer dans l'ordre de la « tabularité », où le lecteur peut accéder aux données « dans l’ordre qu’il choisit, en cernant d’emblée les sections qui l’intéressent, tout comme dans la lecture d’un tableau l’œil se pose sur n’importe quelle partie, dans un ordre décidé par le sujet. ». Un texte tabulaire est donc une combinaison de langage et de marqueurs visuels.
Comme le note Colette Sirat : « L’importance primordiale du codex […] a été de permettre la lecture sélective et non pas continue, contribuant ainsi à l’élaboration de structures mentales où le texte est dissocié de la parole et de son rythme. »
Au fil des siècles, divers marqueurs visuels sont apparus afin de placer le discours sous le contrôle de l'œil et de faciliter ainsi la lecture : séparation entre les mots (vers 700) ; lettrines ; signes de ponctuation (entre 700 et 1600) ; marques de paragraphe ; numérotation des pages ; titre courant ; table des matières, etc. L'invention de l'index, vers 1200, renforce le droit du lecteur de se rendre directement au passage du livre qui l'intéresse. L'organisation tabulaire du livre culmine avec l'Encyclopédie, ou dictionnaire raisonné des sciences, des arts et des métiers (1751-1772). Au XXe siècle, le magazine pousse la tabularité un cran plus loin en segmentant le texte des articles en différents blocs et en y intégrant des illustrations dans une mise en page étoilée. Ce modèle s'est étendu au livre documentaire et au manuel scolaire. Grâce à cette remarquable capacité d'adaptation, le codex est l'un des supports d'information des plus puissants et des plus modulables jamais inventés. 
Dans le contexte de l'informatique, ce processus de segmentation et de délinéarisation du texte numérique a été décrit comme une « délinéarisation caractéristique des textes électroniques».

## Architecture de la page

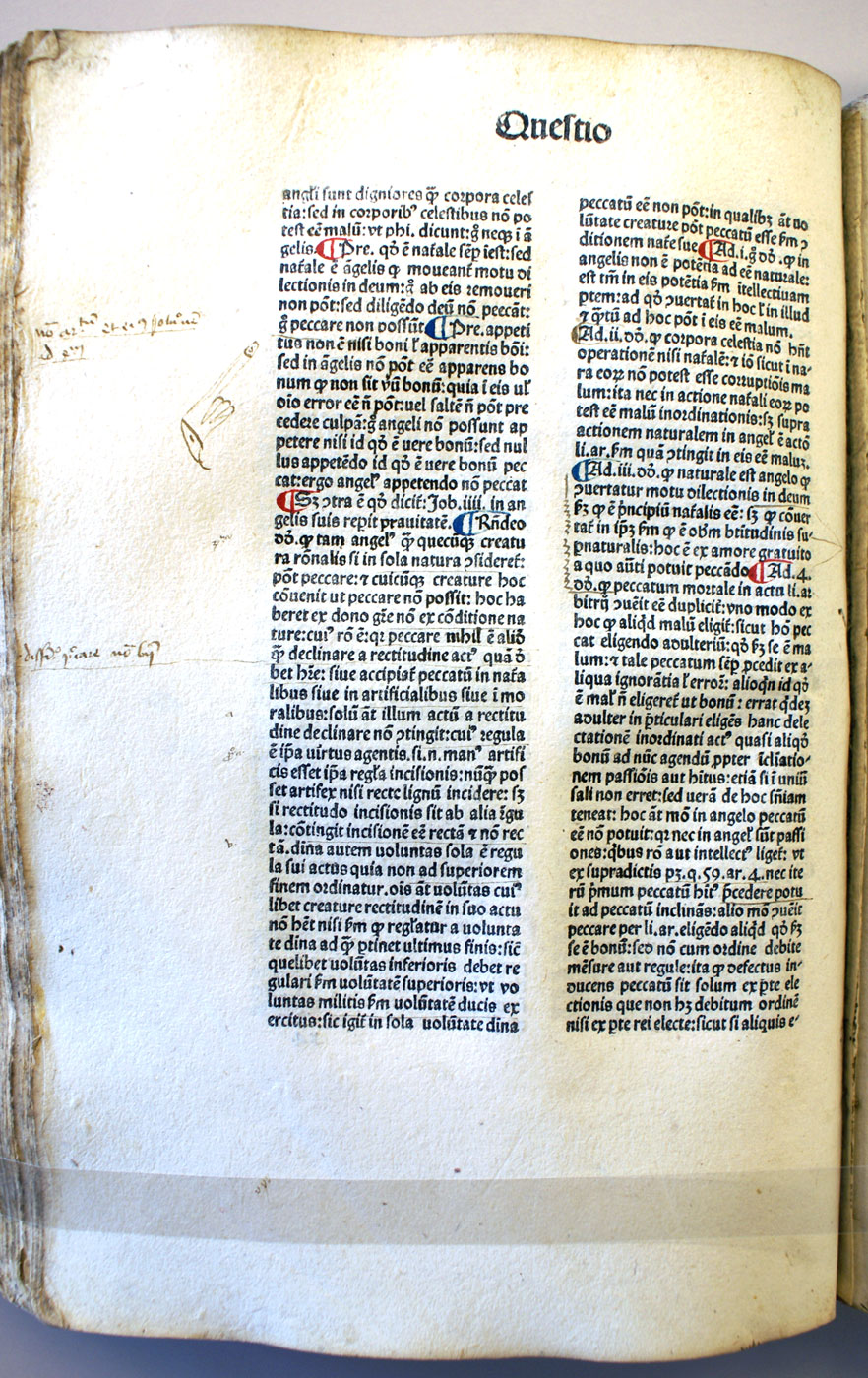
Cet incunable de la Somme théologique (Venise, 1477) suit de près la tradition manuscrite. Les marques de paragraphe (ou pieds-de-mouche) sont dessinées à la main. La pagination n’a pas encore fait son apparition. (Coll. Queen’s University)

« Canon de division harmonieuse » conçu par Villard de Honnecourt au siècle.

La page a été définie comme « un temple d'écriture où s'exerce la lecture. » En tant que telle, elle est soigneusement organisée en vue de séduire le lecteur éventuel et de l'inciter à s'engager dans la lecture du texte. Au cours des siècles, des générations de scribes, d'enlumineurs, de typographes, d'imprimeurs et d'éditeurs ont contribué à perfectionner les diverses composantes de la page.
Le format naturel de la page est un rectangle dont l'orientation est verticale (« portrait »). Cette verticalité caractéristique du codex était déjà présente dans la tablette et le rouleau. Elle est parfois expliquée symboliquement par le rapport de la page avec l'espace rectangulaire et vertical de la main qui tient le texte. Elle s'explique aussi par des raisons qui relèvent de la physiologie de la vision, une courte ligne de texte étant plus facile à lire qu'une longue ligne : déjà dans les papyrus de la Grèce antique, la ligne dépassait rarement les six ou sept cm de large, tout comme dans une colonne de journal aujourd'hui. Dans les psaumes des manuscrits de la mer Morte, la largeur de la colonne varie entre huit et onze cm, ce qui est comparable à un livre au format de poche. Quand de très longues lignes sont choisies, c'est généralement le signe que l'accent est mis sur l'écriture plutôt que la lecture, et que l'écriture est vue comme un instrument de pouvoir et non de libération.
Loin d'être laissé au hasard, le rapport entre hauteur et largeur est un acte d'« énonciation éditoriale» qui résulte de décisions mûrement réfléchies visant à donner des proportions idéales ou une signature particulière aux ouvrages publiés dans une même collection. Ces rapports sont calculés en fonction de la double page du livre ouvert, « car la double page est, de mémoire de scribe et de typo, l'unité visuelle dans l'espace d'un livre. » Le poète et typographe canadien Robert Bringhurst compare ces rapports à une gamme musicale : « La page présente des proportions visibles ainsi que tangibles, qui fonctionnent comme la basse continue du livre et sur laquelle joue la colonne de texte. Cette géométrie peut accrocher le lecteur au livre. Elle peut aussi le faire somnoler, lui taper sur les nerfs, ou le faire fuir ».
Divers rapports ont été privilégiés à différentes époques. Les rapports parfaits 2:3 et 3:4 étaient en faveur dans l'Europe médiévale, tandis que les imprimeurs de la Renaissance ont préféré des pages plus étroites basées sur le rapport 5:8, aussi appelé nombre d'or, qui est ressenti comme particulièrement esthétique. Ce même rapport est encore aujourd'hui celui des classiques Penguin, dont le format est de 110 × 180 mm.
Le format de la page dépend du matériel utilisé. Dans le rouleau, les feuilles de papyrus sont généralement de 19 × 25 cm. Elles sont collées ensemble en fonction de la longueur du manuscrit, qui fait souvent 10 m ou plus. Une colonne de texte compte de 25 à 45 lignes.
Dès le Ve siècle, le matériel habituellement utilisé pour les livres est le parchemin, qui est fait d'une peau de veau, d'agneau ou de chèvre pliée en deux ou en quatre.
Avec l'introduction du papier en Europe vers 1100, le format de la page se diversifie. Au fil des siècles, il tend à se standardiser. Les producteurs favorisent en effet un format de papier qui donne des pages aux proportions identiques indépendamment du nombre de plis effectués. C'est le cas du format ISO 216 en vigueur en Europe basé sur un rapport de 1:√2 et dont la feuille de départ mesure un m². Selon Bringhurst, « ce format est, en soi, le moins musical des principaux formats de page et nécessite une colonne de texte d'un autre format pour créer un contraste. »

Les marges encadrent la colonne de texte et « donnent à l'écriture son statut d'espace symbolique. » Déjà dans les rouleaux, les colonnes de texte sont séparées par une marge d'un cm, mais qui est plus large dans les rouleaux de luxe. Dans la double page du codex, les marges aident à créer une dynamique attrayante pour le lecteur. Bringhurst insiste sur le jeu subliminal des proportions : 

« En dépit de la beauté de la géométrie, un bloc de texte parfaitement carré sur une page également carrée, avec des marges égales tout autour est peu susceptible d'encourager la lecture. La lecture, tout comme la marche, implique une navigation — et le bloc carré n'offre aucun des repères fondamentaux. Pour donner au lecteur un sens de direction et à la page un élément de vie et d'entrain, il est nécessaire de briser cette inexorable similitude et de trouver un nouvel équilibre d'une autre sorte. Certains espaces doivent être étroits pour que d'autres puissent être larges et certains doivent être vides pour que d'autres puissent être pleins. »

En typographie soignée, les diverses marges ont chacune un nom et respectent des proportions canoniques. Les marges extérieures de la double page (blanc de grand fond) sont traditionnellement plus larges que les marges intérieures (petit fond) et celles du bas (blanc de pied) plus larges que celles du haut (blanc de tête). Ces marges peuvent être tracées à l'aide du « Canon de division harmonieuse » proposé par l'architecte français Villard de Honnecourt au XIIIe siècle.
L'importance accordée aux proportions de la page, à ses marges, à la typographie et à la disposition du texte atteste du rôle que jouent les éléments visuels dans la lecture. La page est donc plus qu'un simple contenant pour la transmission des idées: elle est partie intégrante de celles-ci.
La psychologie moderne a confirmé des intuitions mises de l'avant par la rhétorique depuis des milliers d'années, à savoir que la cognition ne fonctionne pas de façon purement abstraite, mais est modelée par la réponse émotionnelle à la façon dont une idée est présentée. En outre, des recherches récentes en neurosciences montrent que la mémorisation d'une information verbale est assumée par la partie gauche de l'hippocampe tandis que les données visuelles le sont par la partie droite : grâce à ses repères spatiaux (page de gauche, page de droite, haut et bas, marges, lettrines, etc.), la page permet l'activation de ces deux mécanismes automatiques de mémorisation. Inversement, si les repères visuels sont toujours les mêmes, la mémorisation s'avère difficile. Ce qu'il faut retenir, c'est que la page agit sur la mémoire du lecteur et peut influencer son sens de la lecture.
La page a donc un rôle important à jouer dans la compréhension du texte et de sa structure. Elle peut, en effet, orienter le lecteur vers une lecture plus ou moins intuitive, suivie ou éclatée. En illustrant comment la page peut avoir du sens, ce chapitre vise à présenter les principes fondamentaux de la lisibilité et de la légibilité du texte imprimé. Ces principes doivent être intégrés à la conception de tout type de publication et de support de communication.

## Mutations numériques de la page

### Hypertexte
Le XXe siècle a été témoin d'une croissance phénoménale dans la quantité de livres, de magazines et de revues publiée. Cette situation a vite posé un problème d'entreposage : un bibliothécaire a calculé que l'espace en rayon devrait doubler tous les 16 ans pour faire face à l'expansion des publications. Le problème de l'accès en devient encore plus aigu. En 1934, Paul Otlet imagine un « télescope électrique » qui permettrait de lire depuis chez soi des pages de livre exposées dans une salle de bibliothèque spéciale équipée d'un « téléphote ». Quelques années plus tard, Vannevar Bush proposait d'emmagasiner sur microfilm tous les livres existants et de développer des mécanismes permettant d'établir des liens entre les pages lues. Tant pour Otlet que pour Bush, la page conservait donc sa raison d'être en tant que support du texte. Il en ira différemment avec l'ordinateur, où le texte est coupé de sa dimension visuelle.
Dans une dissertation soumise en 1936 et qui préfigurait l'ordinateur, Alan Turing précise que le ruban, qui est l'un trois éléments de sa machine Universelle, ne doit pas être bidimensionnel : « Le caractère bidimensionnel du papier n'est pas essentiel à l'ordinateur». Quelques années plus tard, Claude Shannon, qui avait rencontré Turing lorsqu'ils travaillaient tous deux en tant que cryptographes au  Laboratoires Bell, dégagera l'idée du message de ses détails physiques et réduira le texte à une simple séquence de caractères. Le « bruit », qui est une composante importante de la théorie de l'information, couvre tout ce qui corrompt le signal. Pour un ingénieur, les éléments visuels de la page relevaient naturellement de cette catégorie. De fait, si la page est d'une grande importance pour aider le lecteur à s'intéresser à un texte et à s'engager dans une activité de lecture, elle l'est beaucoup moins quand il s'agit de déchiffrer un message, de lire une réponse à une question, et d'examiner un diagramme ou une carte routière. La page, avec sa dimension visuelle et ses proportions harmonieuses, est donc un dispositif qui se situe du côté de l'écrivain et qui vise à faciliter une lecture continue d'un texte d'une certaine ampleur.
L'hypertexte commence à devenir une réalité pour le grand public avec HyperCard, livré sur le Macintosh à partir de 1987. Avec la mise en place du World Wide Web, entre 1989 et 1993, l'hypertexte devient un système universel d'accès à l'information. L'hypertexte enclenche une véritable révolution et est vu comme « une conception politique de la lecture, qui déplace l'autorité de l'écrivain en faveur du lecteur. Il n'est donc pas étonnant que le terme page soit exclu du discours des théoriciens de l'hypertexte. Au lieu de ce terme, ceux-ci parlent de stack (« pile informatique »), card (« carte »), node (nœud) ou « paragraphe ». Stuart Moulthrop utilise le terme space (« espace ») tandis que George Landow parle de lexia (« lexie ») et Espen Aarseth propose le terme texton.
La page en effet a toujours été le lieu d'une dynamique conflictuelle opposant auteur et lecteur : le premier voudrait enchaîner l'autre au fil continu de sa parole, tandis que le second exige d'avoir le contrôle. Le manuscrit et le livre avaient partiellement répondu à ce besoin de contrôle du lecteur en intégrant progressivement divers repères tabulaires. L'hypertexte va beaucoup plus loin et reconnaît au lecteur le droit de surfer à sa guise sur un océan de données. La question reste toutefois de déterminer le degré de segmentation optimal. Pour les journaux et magazines, ainsi que les revues scientifiques, l'unité du texte reste un principe majeur, les liens hypertexte étant essentiellement réservés à faciliter la circulation dans un même texte à partir de la table des matières ou entre le texte principal et les notes. Wikipédia, hypertexte exemplaire, insiste lui aussi sur l'unité d'un article : « un article encyclopédique a pour vocation de développer exhaustivement les points qu'il aborde », mais rejette les notions d'introduction et de conclusion, caractéristiques d'un discours fermé.
La page web ne garde du concept de page que la réunion dans un même espace de données textuelles éventuellement accompagnées de ressources multimédia. De nouvelles normes s'y sont mises en place, ainsi que le signale l'universitaire Jean Clément dans un article encyclopédique paru vers la fin du siècle dernier :« La page, en tant qu'unité de lecture prise dans une séquentialité, n'existe plus […] L'organisation hiérarchique du discours est bousculée. Les paragraphes acquièrent davantage d'autonomie, deviennent susceptibles de s'articuler entre eux de diverses manières. Les notes de bas de page ou de fin de chapitre ne sont plus de simples servantes du texte. Elles peuvent prendre les dimensions et le statut de texte principal, et contenir elles-mêmes d'autres notes. Ainsi, le texte n'est plus une structure arborescente hiérarchiquement organisée. Il se déconstruit, devient réseau, tissu, rhizome. »
L'évolution continue des technologies a cependant permis de redonner à la page web plusieurs des raffinements de mise en pages jadis réservés à l'imprimé :
- les marges, d'abord considérées comme inutiles sur écran en raison du cadre de la fenêtre du navigateur, sont devenues une pratique usuelle dans les journaux et revues ;
- le texte est disposé généralement en une colonne de 60 à 90 signes par ligne au lieu de l'affichage « au kilomètre » qui avait cours dans les débuts du Web. Si ce dernier mode d'affichage est toujours en vigueur sur Wikipédia, où il est contrebalancé par la présence d'éléments visuels et la forte structuration des articles, il en va autrement pour les textes de Wikisource qui peuvent maintenant être affichés sur une colonne d'environ 70 signes encadrée de marges, ce qui facilite la lecture[n 15] ;
- le défilement vertical, caractéristique des pages web du début, est souvent remplacé par le défilement séquentiel des divers segments d'un article. Ce système permet de réduire le temps de téléchargement, ce qui est utile pour les connexions lentes. Le lecteur peut mieux évaluer la longueur d'un article en fonction du nombre de pages et peut reprendre la lecture ultérieurement à la page où il s'était arrêté. Toutefois, si l'on veut retrouver dans l'article un élément lu quelques pages plus haut, il faut faire défiler en sens inverse les diverses pages parcourues, ce qui est fastidieux ;
- divers modules d'extension offrent maintenant la possibilité de surligner, annoter et partager des commentaires sur des pages web.

### PDF
Avant l'apparition de traitements de texte du type wysiwyg et d'écrans à cristaux liquides, la page ne se mariait pas bien avec l'ordinateur. On pouvait même penser qu'elle était destinée à disparaître. Pour les ingénieurs qui développèrent les premiers protocoles de transmission de données et d'écriture sur ordinateur, le texte se réduisait à un paquet de caractères dépouillé de ses jeux de typographie et des données de mise en page. On n'était pas loin de « se laisser convaincre que toute l’écriture [pouvait] être réduite à un assemblage de points noirs sur un écran.» Une des conséquences de cette conception réductrice du texte est que, dans un roman comme La Nouvelle Héloïse numérisé par Gallica au cours des années 1990 et disponible sur Wikisource, les notes de bas de page ont purement et simplement été amputées, n'étant pas facilement compatibles avec un texte continu en format html.
Le format PDF, qui apparaît en 1993, offre une façon de conserver l'espace physique de la page : au lieu de lire des documents sur les écrans de faible définition couramment disponibles à l'époque, beaucoup préféraient imprimer systématiquement tout texte d'une certaine ampleur. Conçu comme un avatar numérique de la page imprimée, le PDF offre sur cette dernière divers avantages : portabilité, possibilités de recherche raffinées, facilité d'échange des annotations et commentaires. En outre, une page PDF peut aisément être jointe à d'autres pour former un cahier paginé. Toutefois, la stabilité de ce format, initialement présentée comme un atout, est souvent perçue comme un inconvénient, surtout depuis l'apparition du téléphone intelligent (2007) et de la tablette tactile (2010) qui ont habitué le public à consulter des documents sur toute sorte d'écran: étant le plus souvent créés automatiquement au format lettre ou A4 — même si d'autres dimensions sont possibles —, les documents PDF s'affichent mal sur de petits écrans. Maintenant ouvert et normalisé, le PDF est depuis 2012 intégré à la plupart des navigateurs, ce qui permet l'ouverture de documents en ce format avec autant de fluidité que le HTML.

### EPUB
Le format EPUB, qui s'est constamment perfectionné depuis son apparition en 2007, est beaucoup plus souple que le PDF et plus apte à redéployer le livre sous n'importe quel format d'écran. Il permet de faire des livres numériques retenant à la fois les caractéristiques de mise en page propres au livre imprimé et la fluidité du document numérique, offrant notamment la possibilité de contenir des images, des fichiers audio et des vidéos. C'est le logiciel de choix pour la lecture sur tablettes et liseuses électroniques (voir ci-dessous). Une lecture sur ordinateur est possible mais nécessite un programme spécialisé comme Adobe Digital Editions ou Calibre.

### Liseuse

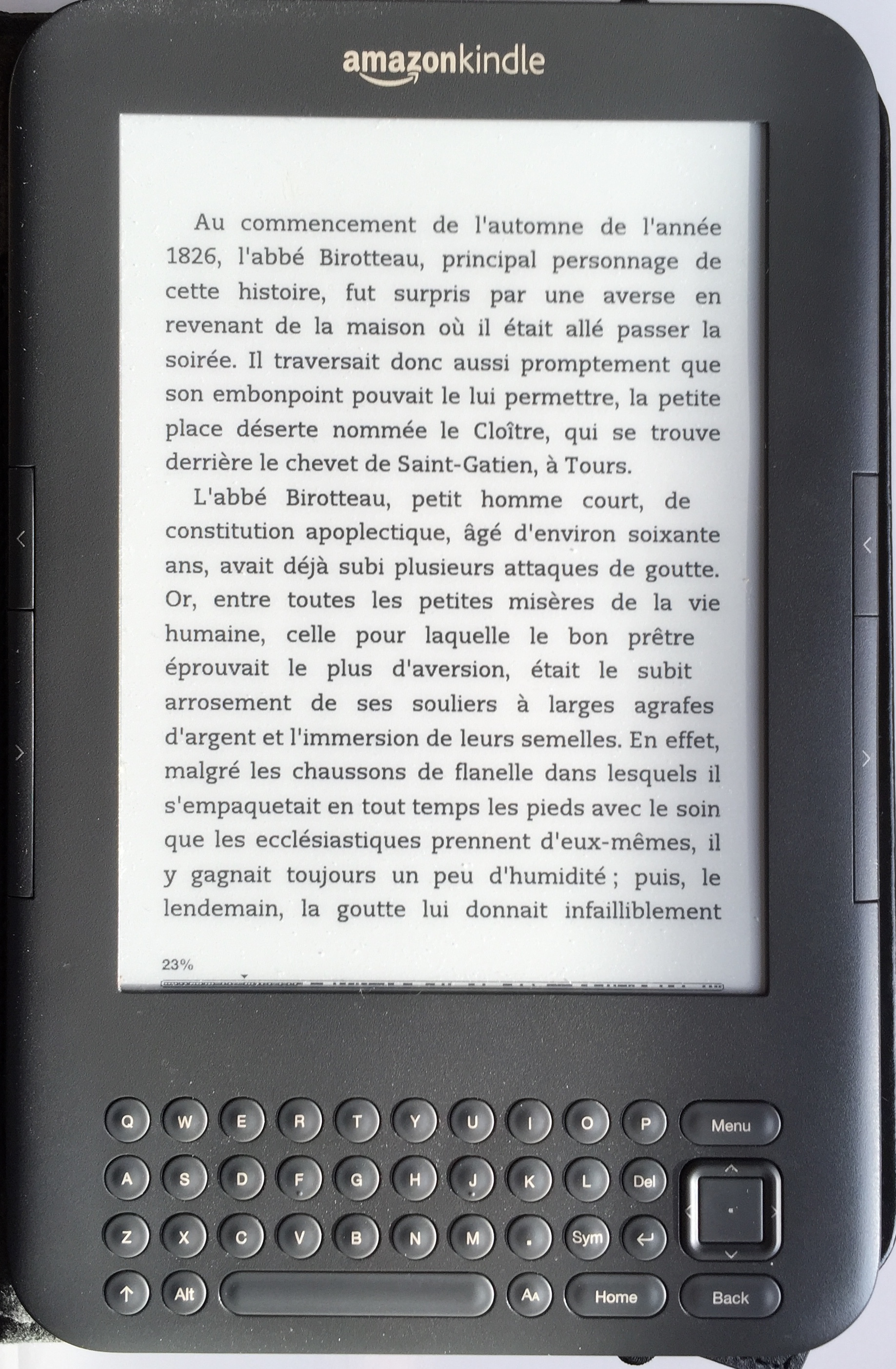
Kindle avec texte de Balzac.

Une liseuse (ou livre électronique) est un appareil permettant de lire des livres numériques. Principalement destinée aux grands lecteurs et aux inconditionnels du livre, elle tente de restituer les qualités du papier. Elle permet de lire dans des conditions d'éclairage élevé sans fatiguer la vue, la batterie dure des dizaines d'heures et l'appareil peut emmagasiner des centaines de livres. La page de texte est affichée dans une typographie et des marges adaptables. Le défilement des pages se fait de façon horizontale comme dans un livre. Une barre en bas de l'écran indique la place relative dans le livre et le pourcentage de texte lu. Enfin, il est possible de surligner un passage, marquer une page, consulter le dictionnaire en cours de lecture et rechercher toutes les occurrences d'un mot.
En dépit de cette conception soignée, il manque à cette liseuse plusieurs des caractéristiques du codex.
- La pagination est remplacée par une unité de mesure : l'« emplacement » (en anglais location) désigne un contenu bien plus petit que la page, correspondant à quelques dizaines de mots ; en cliquant sur le menu, un lecteur peut ainsi savoir, par exemple, qu'il est rendu à l'« emplacement 1153 sur 9349 ». À la suite des très nombreuses plaintes dans le forum des usagers de sa liseuse Kindle, Amazon a finalement rendu disponible le numéro de la page dans la version imprimée, mais seulement pour les livres récemment publiés. Ce numéro n'est disponible qu'à travers le menu.
- Après consultation du dictionnaire, le lecteur peut découvrir que la page qu'il était en train de lire est décalée de quelques lignes. Selon Marc Changizi, l'instabilité de la page dans les médias électroniques expliquerait la difficulté qu'éprouvent nombre de lecteurs à retenir un texte lu[45]. Ce problème a toutefois été corrigé avec l'introduction, en 2016, du protocole page flip qui assure la stabilité de la maquette tout en permettant au lecteur de feuilleter le livre[46].
- L'affichage par simple page, au lieu de la double page caractéristique du codex, réduit également les repères de type spatial qui permettent au lecteur de retrouver un passage ou de se souvenir des noms des personnages d'un roman, chacune des pages étant rigoureusement semblable aux autres[47].
- L'affichage de la poésie a longtemps souffert des limitations d'une maquette incapable de respecter la forme des vers et des strophes. Ce problème a toutefois été corrigé en 2013 et, cette année-là, les éditeurs ont publié 2 050 livres numériques de poésie[48].

### Tablette

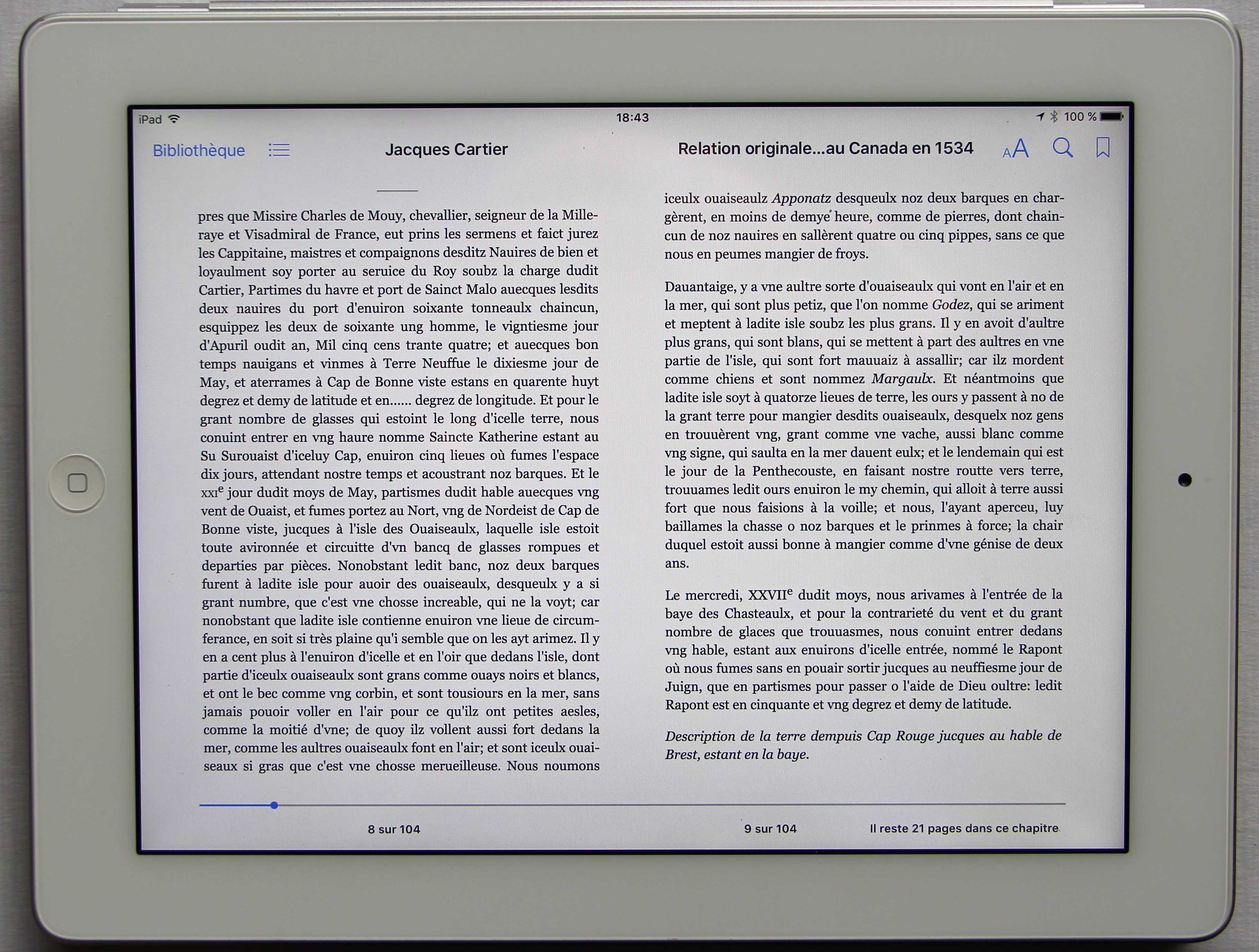
Affichage en double page sur iPad.

L'apparition de la tablette tactile en 2010 propose un nouveau mode de lecture, où les menus disparaissent au profit des gestes de la main, ce qui entraîne un rapport plus intime et plus naturel, apparenté à la manipulation de l'imprimé. Les applications iBooks sur iPad ou Aldiko sur Android gèrent le texte avec une fluidité jusque-là inégalée grâce aux améliorations apportées depuis 2016 au format epub, beaucoup plus souple et malléable que le PDF. Selon la taille de la tablette et les préférences personnelles, le texte peut être affiché en divers formats, notamment en double page de 25 lignes de hauteur et d'environ 50 signes de longueur comme sur la photo ci-contre. En plus d'avoir à sa disposition tous les outils déjà présents sur les liseuses (notamment le marquage en couleur et le signet), le lecteur retrouve ici la double page avec titre courant et pagination. La barre de défilement au bas de l'écran permet aussi de circuler rapidement à travers l'ouvrage en déplaçant le curseur avec le doigt.
Il faut toutefois noter que les tablettes tactiles ne permettent pas un confort de lecture équivalent à celui que peut offrir une page en papier : le rétro éclairage n'assure pas toujours une image parfaitement fixe, l'écran, pixellisé, faisant osciller de manière quasi imperceptible les éléments visibles[réf. nécessaire]. Ce micro oscillement est cependant détecté par les yeux, les asséchant et forçant les glandes lacrymales à produire plus de larmes pour humidifier la cornée. La concentration du lecteur peut en être affectée, et rendre plus difficile de retenir les informations parcourues.